# Ingrid Siepmann
Ingrid "Ina" Siepmann (nacida el 12 de junio de 1944, en Marienberg, Sajonia, Alemania - posiblemente fallecida en septiembre de 1982, en el Líbano) fue una antigua terrorista miembro de los grupos "Movimiento 2 de junio" y de la "Fracción del Ejército Rojo".

## Principios en el terrorismo
En 1969, Siepmann era amiga de Dieter Kunzelmann, el cofundador de un colectivo anarquista llamado "Kommune 1" (K1). Después de pertenecer a la K1, se vinculó a grupos de ultraizquierda que apoyaban la lucha armada. Ese mismo año, viajó junto a Georg von Rauch y Thomas Weissbecker a entrenarse en tácticas de Guerrilla Urbana, en un campo guerrillero de Fatah.
Siepmann ingresó en el Movimiento 2 de junio y participó en varios asaltos a entidades bancarias. Por este tipo de acciones fue condenada en 1974 a 13 años de prisión. En 1975, el Gobierno Federal Alemán la intercambió junto a otros prisioneros por el dirigente político Peter Lorenz, de la Unión Cristiano Demócrata de Berlín, quien había sido secuestrado, y logró ser trasladada a Yemen del Sur junto a los terroristas Verena Becker, Gabriele Krocher Tiedemann, Rolf Heissler y Rolf Pohle el 3 de marzo de 1975, en compañía del alcalde Heinrich Albertz.
Subsecuentemente, Siepmann recibió adiestramiento del Frente Popular para la Liberación de Palestina (FPLP). Participó en el secuestro del industrial textil austríaco Palmers en noviembre de 1977 del que obtuvieron varios millones de marcos alemanes que dividieron entre el M2J, el FPLP y la Fracción del Ejército Rojo (RAF).  En 1982, pasa al Líbano huyendo de la represión alemana y se integra en la Brigada de Mujeres Palestinas. Según información no confirmada murió en combate en septiembre de 1982, en la Masacre de Sabra y Chatila. 
Su nombre fue expresamente mencionado como digno de agradecimiento y respeto en la declaración final de disolución de la Fracción del Ejército Rojo, datada en marzo de 1998 y recibida por varias agencias de prensa el 20 de abril de 1998. Entretanto, la orden de captura contra Siepmann fue anulada.